# Játékok
Játékok (Spiele) ist eine Sammlung von Klavierstücken von György Kurtág. Er schrieb sie als Folge pädagogischer Vorspielstücke und Miniaturen seit 1973. Bis 2017 wurden neun Bände veröffentlicht, die bei Editio Musica Budapest erschienen.

## Geschichte

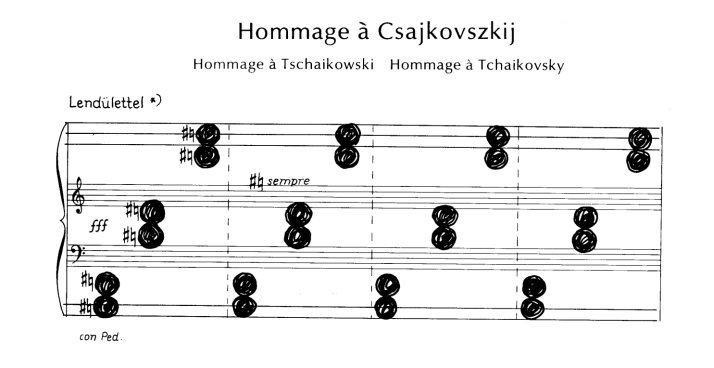
Anfang des Stückes Hommage à Tschaikowski, eine Parodie des Anfangs von dessen erstem Klavierkonzert. Kurtág benutzt zum Teil ungewöhnliche Notation, zum Beispiel große schwarze Punkte für das Spiel mit beiden Handflächen nebeneinander.

Kurtág begann die Komposition von Játékok, um den Eindruck von Kinderspielen aufzugreifen. wie er im Vorwort zu den ersten vier Bänden beschrieb. Die Bände I, II, III, V, VI, VII und IX sind für Klavier, während die Bände IV und VIII vierhändige Stücke und Werke für zwei Klaviere enthalten.
Band I wurde 1973 beendet, erschien jedoch erst 1975, als auch die nächsten drei Bände bereits geschrieben waren. Band V und VI erschienen 1997, Band VII 2003, Band VIII 2010, und Band IX 2017. Einige Stücke wurden häufig aufgeführt, darunter Prelude and Chorale, eine Antiphon in Fis, und 3 in memoriam. Die späteren Ausgaben tragen den Untertitel Tagebuch und persönliche Botschaften.

## Aufführungen und Einspielungen
György Kurtág und seine Frau Márta führten ausgewählte Stücke für zwei und vier Hände auf, Miniatur-Charakterstücke und Bach-Transkriptionen Sonatina aus Actus Tragicus.
1997 erschien Játékok / György Kurtág, Márta Kurtág bei ECM Records, mit einigen der Bach-Transkriptionen wie der Sonatina aus Bachs Kantate Gottes Zeit ist die allerbeste Zeit, BWV 106. 2015 brachten sie Marta & Gyorgy Kurtág: In Memoriam Haydée heraus, ebenfalls mit Auszügen von Játékok und Bachs Sonatina. Eine Aufnahme mit Stücken aus Játékok und einer Suite für vier Hände erschien 2017, die Rundfunkaufnahmen von Magyar Rádió zwischen 1955 und 2001 enthält.